# Burg Oppershausen
Die Burg Oppershausen ist eine ehemalige Wasserburg, später ein schlossartiges Herrenhaus in Oppershausen (Am Schloßplatz 6) im Unstrut-Hainich-Kreis in Thüringen.

## Geschichte
Heinrich von Oprechtshusen gilt als frühester belegbarer Ortsadeliger in Oppershausen, sein Name wurde 1222 erwähnt. 1287 handelt ein Amtsinhaber (advocatius) im Auftrag des Mainzer Erzbischofs in Ophershusen. 1323 besitz B. v. Mulhusen Allod in Opprechtishusen.
Die Wasserburg, von der heute noch Grundmauerreste und Teile des südlichen Wassergrabens erhalten sind, wurde 1395 durch Richard von Sebecke, auch Seebach genannt, vermutlich in Nachfolge einer hochmittelalterlichen Vorgängeranlage erbaut. 1754 wurde das heute noch erhaltene Gutshaus auf dem Burgareal erbaut. Der ehemalige Wohnturm wurde 1973 wegen Baufälligkeit abgebrochen.
Nachdem das Gutshaus und Rittergut von 1408 bis 1895 im Besitz der Herren von Seebach und ab 1918 im Besitz von Anton Knöpfel und seinem Sohn war, wurden letztere 1945 entschädigungslos enteignet und das Gebäude kam in Gemeindeeigentum. Nach der Wende wurde das Gutshaus, im Volksmund „Schloss“ genannt, saniert und beherbergt seitdem Wohnungen und war zunächst Sitz der Gemeindeverwaltung. Nach Verkauf des Objekts hat seit 2022 ein lokales Marketingunternehmen seinen Firmensitz im Gebäude.

## Beschreibung
Das jüngere Herrenhaus ist im Osten und Süden von einem 3 m breiten, jetzt verlandeten Wassergraben umgeben. Dieser geht im Westen in einen 10 m breiten, älteren und stark verflachten Grabenabschnitt über. Die Nordseite grenzt an die Ortslage, in etwa 120 m Entfernung befindet sich die Dorfkirche. Ein rechteckiger Turm mit abgerundeten Ecken und noch vorhandene jüngere Gebäude bildeten die Westseite des Burgareals. Vor diesen Gebäuden lag noch ein abgeflachter, bis 9 m breiter und noch 0,8 m hoher Erdwall als Außenbefestigung. Die denkbare Fortsetzung des Walls auf der Süd- und Ostseite ist durch Überbauung nicht mehr erkennbar. Das sogenannte Herrenhaus könnte über dem zuvor verlandeten Graben errichtet worden sein.